# Fotbalová asociace České republiky
Fotbalová asociace České republiky (zkratka FAČR, anglicky Football Association of the Czech Republic) je členský svaz organizací FIFA a UEFA a orgán, který organizuje plážový fotbal, fotbal, futsal v Česku. Je dalším z pokračovatelů Českého svazu fotbalového založeného v roce 1901. Do června 2011 se označoval názvem Českomoravský fotbalový svaz (zkratka ČMFS).
Organizuje nižší fotbalové soutěže (nejvyšší profesionální soutěže od roku 2016 spravuje Ligová fotbalová asociace), pořádá národní pohár. V asociaci je zaregistrováno 3 500 klubů a přes 330 000 hráčů.

## Historie
Český svaz footballový (ČSF) byl založen 19. října 1901. První podnět k jeho založení dalo představenstvo klubu S.K. Slavia v roce 1900. Jeho prvním předsedou byl zvolen dr. Freja z klubu ČAFC. V roce 1906 byl svaz přijat do mezinárodní fotbalové federace FIFA, ale po protestech Rakouského svazu pouze coby provizorní člen. V roce 1918 se ČSF stal řídícím orgánem v Československu a v roce 1921 změnil svůj název na Československý svaz fotbalový (ČSSF) který se stal v roce 1922 zakládajícím členem a součástí Československé fotbalové asociace původním názvem „Československá asociace fotbalová“ (dále ČSAF), sdružující kromě něj i fotbalové svazy národnostních menšin (maďarský, židovský, německý a polský). V roce 1923 byla ČSAF přijata definitivně za člena FIFA na kongresu v Ženevě. V době německé okupace působil v protektorátu ČSF po osvobození v roce 1945 vytvořil nejprve jednotné ústředí se Slovenským futbalovým zväzem v době však byla obnovena opět ČSAF. V době po komunistickém převratu (od roku 1957) měl Československý fotbalový svaz (ČSFS) statut součásti Československého svazu tělesné výchovy a sportu a jeho existence byla spíše formální. Národní fotbalový svaz se jako samosprávná organizace obnovil po listopadu 1989 tehdy ještě v rámci ČSFS ale změnil název na „Českomoravský“ aby se po rozdělení Československa v roce 1993 ujal svrchovaného vedení v Česku. Od roku 2011 užívá název Fotbalová asociace České republiky (FAČR).

### Policejní vyšetřování
Policie provedla 3. května 2017 razii v sídle asociace a dalších institucí v souvislosti s přerozdělení státních dotací ze strany ministerstva školství pro rok 2017. Během akce byl kromě jiných zadržen i předseda asociace Miroslav Pelta.
Další zásah v sídle asociace proběhl 16. října 2020. Zadrženo bylo celkem 20 lidí včetně místopředsedy Romana Berbra.

## Předsedové
Předsedou je David Trunda, který byl do funkce zvolen na valné hromadě konané 29. května 2025. Ve funkci tak nahradil Petra Fouska, který ve funkci předsedy působil od 3. června 2021.

## Výkonný výbor
Nejvyšší složkou asociace je Výkonný výbor (zkratkou VV). Je dvanáctičlenný, předsedou VV FAČR je předseda asociace. Volby členů VV probíhají ve stejný den jako volba předsedy, členové jsou voleni na čtyřleté období.
| Pozice                             | Jméno            |
| ---------------------------------- | ---------------- |
| Předseda VV FAČR                   | David Trunda     |
| 1. místopředseda VV FAČR za Moravu | Zdeněk Grygera   |
| 2. místopředseda VV FAČR za Čechy  | Tomáš Pešír      |
| Předseda řídící komise pro Moravu  | Pavel Nezval     |
| Předseda řídící komise pro Čechy   | Tomáš Kubr       |
| Člen VV za kluby I. a II. ligy     | Václav Brabec    |
| Člen VV za kluby I. a II. ligy     | Adolf Šádek      |
| Člen VV za kluby I. a II. ligy     | Jaroslav Tvrdík  |
| Člen za Čechy                      | Pavel Chán       |
| Člen za Čechy                      | Dušan Svoboda    |
| Člen za Čechy                      | Tomáš Provazník  |
| Člen za Moravu                     | Vladimír Kristýn |
| Člen za Moravu                     | Karel Kula       |